# Heronymiwka
Heronymiwka (ukrainisch Геронимівка; russisch Геронимовка Geronimowka, polnisch Hieronimówka) ist ein Dorf in der zentralukrainischen Oblast Tscherkassy mit etwa 3500 Einwohnern (2017).

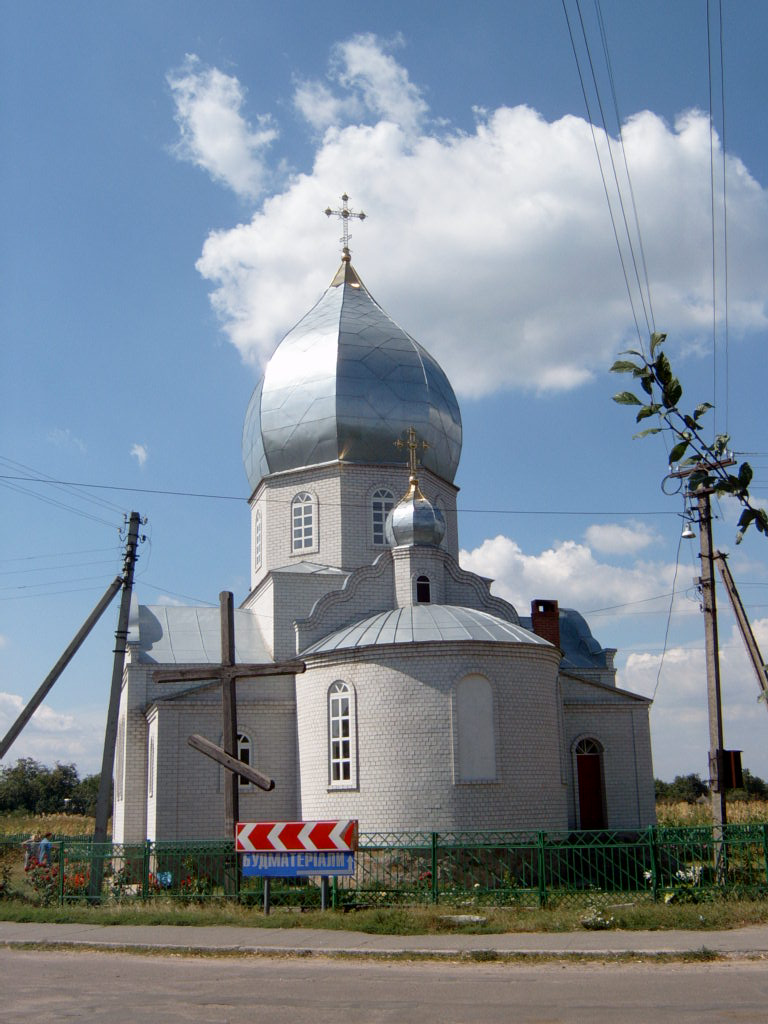
Orthodoxe Kirche im Dorf

## Geschichte
Das 1788 erstmals schriftlich erwähnte Dorf trug zunächst den Namen Poljanka Malenka (Полянка Маленька). Heronymiwka hat eine Fläche von 4,3726 km² und liegt an der Fernstraße N 16 zwischen dem Oblastzentrum Tscherkassy etwa 10 Kilometer im Osten und dem Dorf Ruska Poljana, das im Süden an die Ortschaft grenzt.
Am 20. Februar 2018 wurde das Dorf ein Teil der neugegründeten Landgemeinde Ruska Poljana, bis dahin bildete es die gleichnamige Landratsgemeinde Heronymiwka (Геронимівська сільська рада/Heronymiwska silska rada) im Zentrum des Rajons Tscherkassy.